# 16e corps d'armée (France)
Pour les articles homonymes, voir 16e corps d'armée.
Pour corps français de 1870, voir 16e corps d'armée (1870-1871).
Le 16e corps d'armée est un corps de l'Armée française.
Il est créé en 1873, regroupant les unités de la 16e région militaire (Montpellier).
En 1914, il a été mobilisé avec les vignerons de l'Hérault et les montagnards des Cévennes, il était commandé par le général Taverna. Il comprenait, avec la 66e division, la 31e que commandait le général Vidal.
Mobilisé à nouveau en 1939, il est en mai 1940 rattaché à la 7e armée. Il est reconstitué en juin après la bataille de Dunkerque, jusqu'à sa capture le 19 juin 1940.

## Création et différentes dénominations
- septembre 1873 : formation du 16e corps d'armée
- 6 août 1916 : renommé groupement Z
- 24 janvier 1917 : renommé groupement ABC
- 7 février 1917 : renommé groupement BC
- 27 mars 1917 : renommé 16e corps d'armée
- juin 1940 : dissous

## Les chefs du16ecorpsd'armée
- 28 septembre 1873 - 14 février 1878 : général Aymard
- 17 février 1878 : général Renson d'Allois d'Herculais
- 21 février 1881 : général de Saint-Hilaire
- 21 février 1884 : général Berge
- 5 janvier 1889 : général de Boisdenemets
- 26 août 1893 - 17 mars 1896 : général O'Neill
- 30 mars 1896 : général des Garets
- 26 avril 1898 : général Faure-Briguet
- 18 septembre 1901 - 29 novembre 1903 : général Pedoya
- 1er décembre 1903 : général Blancq
- 24 juin 1906 : général Pau
- 24 mars 1907 : général Bailloud
- 21 novembre 1907 : général Marion
- 14 janvier 1911 : général Courbebaisse
- 17 octobre 1911 : général Faurie
- 16 octobre 1913 : général Alix
- 30 octobre 1913 : général Taverna
- 7 novembre 1914 : général Grossetti
- 13 janvier 1917 : général Herr
- 30 avril 1917 : général Corvisart
- 26 août 1918 - 29 janvier 1924 : général Deville
- 7 février 1924 : général Martin
- 31 décembre 1926 - 31 décembre 1928 : général Daugan
- 2 septembre 1939 - 18 juin 1940 : général Fagalde[1]

## De 1873 à 1914
Le 16e corps est créé lors de la réorganisation de l'armée de septembre 1873. Il est associé à la 16e région militaire (Montpellier).
À sa création, il regroupe la 31e division d'infanterie de Montpellier et la 32e division d'infanterie de Perpignan, ainsi que la 16e brigade de cavalerie et la 16e brigade d'artillerie[réf. souhaitée].

## Première Guerre mondiale

### Composition à la mobilisation de 1914
À la mobilisation, il est rattaché à la IIe Armée
31e division d'infanterie
- 61e brigade :

81e régiment d'infanterie
96e régiment d'infanterie
- 62e brigade :

122e régiment d'infanterie
142e régiment d'infanterie
- Cavalerie :

1er régiment de hussards (1 escadron)
- Artillerie :

56e régiment d'artillerie de campagne (3 groupes)
- Génie :

2e régiment du génie (compagnie 16/1)
32e division d'infanterie
- 63e brigade :

53e régiment d'infanterie
80e régiment d'infanterie
- 64e brigade :

15e régiment d'infanterie
143e régiment d'infanterie
- Cavalerie :

1er régiment de hussards (1 escadron)
- Artillerie :

3e régiment d'artillerie de campagne (3 groupes de 75)
- Génie :

2e régiment du génie (compagnie 16/2)
74e division d'infanterie (Réserve)
- 147e brigade :

222e régiment d'infanterie
299e régiment d'infanterie
36e régiment d'infanterie coloniale
53e bataillon de chasseurs alpins
54e bataillon de chasseurs alpins
- 148e brigade :

223e régiment d'infanterie
230e régiment d'infanterie
333e régiment d'infanterie
51e bataillon de chasseurs à pied
62e bataillon de chasseurs alpins
- Cavalerie :

2e régiment de dragons (2 escadrons)
- Artillerie :

54e régiment d'artillerie de campagne (1 groupe)
1er régiment d'artillerie de montagne (2 groupes)
- Génie :

4e régiment du génie (compagnie 13/14)
EOCA
- Régiments d'infanterie (rattachés au 16e CA) :

322e régiment d'infanterie
342e régiment d'infanterie
23e bataillon de chasseurs alpins
27e bataillon de chasseurs alpins
- Cavalerie (rattachée au 16e CA) :

1er régiment de hussards
- Artillerie (rattachée au 16e CA) :

9e régiment d'artillerie de campagne
- Génie (rattaché au 16e CA) :

2e Régiment du Génie (compagnies 16/3, 16/4, 16/16, 16/21)
- Autres (rattaché au 16eCA) :

16e escadron du train des équipages militaires
16e section de secrétaires d'état-major et du recrutement
16e section d'infirmiers militaires
16e section de commis et ouvriers militaires d'administration

### Historique

#### 1914
- 4 - 10 août : transport par V.F. dans la région Mirecourt, Mattaincourt.
- 10 - 14 août : mouvement dans la région de Lunéville.
- 14 - 20 août : offensive, par les régions de Laneuville-aux-Bois et de Moussey en direction de Loudrefing. Le 18 août, combat vers Loudrefing.
- 20 - 25 août : engagé dans la bataille de Morhange, combat vers Bisping. À partir du 21 août, repli sur la Mortagne, dans la région de Bayon. Le 22 août, combat vers Bonviller.
- 25 août - 12 septembre : engagé dans la bataille du Grand-Couronné. Combats dans la région Einvaux, Gerbéviller, Xermaménil.
- 12 - 17 septembre : reprise de l'offensive ; progression jusque dans la région Einville, Croismare.
- 17 - 22 septembre : retrait du front et repos vers Nancy. Le 21 septembre, mouvement vers la région nord de Toul.
- 22 septembre - 7 octobre : engagé dans la bataille de Flirey, combat vers Flirey et le bois de Mort Mare. À partir du 27 septembre, stabilisation du front dans la région bois de Mort Mare, Seicheprey.
- 7 - 14 octobre : retrait du front et transport par V.F. dans la région de Soissons ; stationnement.
- 14 - 17 octobre : occupation d'un secteur entre Condé-sur-Aisne et la route reliant Passy à Ailles (relève de l'armée britannique).
- 17 - 31 octobre : retrait du front, puis mouvement vers la région Pierrefonds. À partir du 28 octobre, transport par V.F. vers Hazebrouck et mouvement vers Ypres.
- 31 octobre 1914 - 3 février : engagé dans la bataille d'Ypres. Combat vers Wytschaete et Klein-Zillebecke. Stabilisation et occupation d'un secteur au sud d'Ypres, dans la région située entre Wytschaete et le sud de Zillebecke.

8 décembre : réduction du secteur à gauche jusqu'au château à 1 km à l'ouest d'Hollebeke.
du 14 au 17 décembre : attaques françaises.
25 décembre : extension du secteur à gauche jusque vers le canal d'Ypres à la Lys ; le 30 décembre, nouvelle extension à gauche jusque vers Zwarteleen.
8 janvier 1915 : réduction à droite jusque vers Saint-Éloi.

#### 1915
- 3 février - 12 mars : retrait du front (relève par l'armée britannique), transport par camions dans la région de Pernes, puis à partir du 5 février mouvement par Doullens dans la région de Montdidier ; repos. À partir du 20 février, transport par V.F. dans la région d'Épernay, puis mouvement vers Châlons-sur-Marne ; repos.
- 12 mars - 3 septembre : engagé dans la première bataille de Champagne, dans la région abords ouest de Mesnil-lès-Hurlus, ferme Beauséjour (éléments engagés le 6 au bois Sabot).

12 - 25 mars : combat vers la ferme Beauséjour et la cote 196. Puis occupation d'un secteur dans cette région (guerre des mines).
3 avril : front étendu à gauche jusque vers le bois Sabot.
1er juin : front étendu à droite jusqu'à Massiges.
17 août : front réduit à gauche jusqu'à Perthes-lès-Hurlus et à droite jusque vers la cote 180.
26 août : front réduit à gauche jusque vers la cote 196.
- 3 - 30 septembre : retrait du front et stationnement dans la région de Gizaucourt ; repos.
- 30 septembre - 27 décembre : occupation d'un secteur vers la butte de Tahure et la cote 193. Engagé dans la seconde bataille de Champagne dans cette région.

6 octobre : prise de la butte de Tahure.
15 octobre : front étendu à gauche vers la butte de Souain.
30 - 31 octobre : attaques allemandes et pertes de la butte de Tahure.
26 novembre : front étendu à droite jusque vers les Mamelles.
Du 7 au 12 décembre : attaques allemandes et contre-attaques françaises. Occupation et organisation du terrain conquis.
- 27 décembre 1915 - 6 février 1916 : retrait du front et transport dans la région Épernay, Damery ; repos.

#### 1916
- 6 février - 9 juillet : mouvement vers le front et occupation d'un secteur vers Condé-sur-Aisne et Pernant.

12 avril : front étendu à droite jusque vers Soupir.
- 9 - 15 juillet : retrait du front ; repos dans la région de Dormans.
- 16 juillet 1916 - 24 janvier 1917 : transport par V.F. dans la région de Laheycourt ; repos. À partir du 6 août, occupation d'un secteur vers Avocourt et le Four-de-Paris.

#### 1917
- 24 janvier - 7 octobre : occupation d'un nouveau secteur, à l'est du précédent vers Avocourt, la cote 304 et la Meuse vers Charny.

25, 26 janvier et 19 mars : attaques allemandes.
du 1er février au 9 mars : front réduit à gauche jusque vers le bois d'Avocourt.
29 mars : attaque française vers Avocourt.
10 juin : front réduit à droite jusque vers Marre.
29, 30 juin et 14 juillet : attaques allemandes.
17 juillet : attaque française.
22 juillet : front réduit à gauche jusqu'à la Hayette. À partir du 20 août, engagé dans la deuxième bataille offensive de Verdun, prise du Mort-Homme et de Regnéville. Puis occupation et organisation des positions conquises vers Béthincourt et la Meuse.
- 7 octobre - 7 novembre : retrait du front, mouvement vers Laheycourt et transport par V.F. vers la région Lure, Vesoul ; repos et instruction. À partir du 1er novembre, mouvement vers Belfort.
- 7 novembre 1917 - 26 mars 1918 : occupation d'un secteur vers Leimbach, Burnhaupt-le-Haut étendu le 15 décembre à gauche vers le ballon de Guebwiller.

#### 1918
- 26 mars - 5 avril : retrait du front, mouvement vers Belfort ; puis à partir du 29 mars, transport par V.F. dans la région d'Estrées-Saint-Denis.
- 5 - 12 avril : travaux entre l'Oise et l'Arrest.
- 12 avril - 5 mai : mouvement vers les Flandres, par les régions de Mouy, Molliens-Vidame, Flesselles, Lucheux, Fauquembergues, Noordpeene, Steenvoorde. Du 22 au 29 avril, le corps d'armée est en soutien éventuel des troupes britanniques.
- 5 mai - 8 juillet : engagé dans la quatrième bataille des Flandres, entre la ferme Godezonne et Dranoutre (en liaison avec l'armée britannique). Combats fréquents et violents vers le mont Kemmel, le Scherpenberg et Locre.

12 mai : front réduit à gauche, jusqu'à la Clytte.
31 mai : front étendu à droite, jusque vers Fontaine Houck et réduit à gauche jusqu'au Scherpenberg ; engagements fréquents.
7 juin : prise de l'hospice de Locre.
- 8 - 24 juillet : retrait du front (relève par l'armée britannique), transport par V.F. de Saint-Omer dans la région de Poix. À partir du 12 juillet, transport par V.F. dans la région de Givry-en-Argonne ; repos.
- 24 juillet - 25 août : transport dans la région de Nancy et à partir du 31 juillet occupation d'un secteur vers Bezange-la-Grande, Clémery.
- 25 août - 9 septembre : retrait du front, transport par V.F. vers Lizy-sur-Ourcq ; mouvement vers Marigny-en-Orxois, Beuvardes, Dravegny, puis vers le front.
- 9 - 18 septembre : occupation d'un secteur sur la rive sud de l'Aisne, vers Viel-Arcy et le sud de Romain.

10 septembre : front réduit à droite jusque vers Merval.
16 septembre : front étendu à droite jusqu'au sud de Glennes.
- 18 - 23 septembre : retrait du front (relevé par des éléments italiens) ; mouvement vers Longpont et Vic-sur-Aisne.
- 23 septembre - 10 octobre : occupation d'un secteur vers le bois Mortier, Barisis-aux-Bois.

6 octobre : front étendu à droite vers Anizy-le-Château.
- 10 - 16 octobre : progression vers la Serre. Combats suivant l'axe forêt de Saint-Gobain, Pouilly-sur-Serre.
- 16 octobre - 5 novembre : préparatifs d'offensive. À partir du 20 octobre, engagé dans la bataille de la Serre. Combat vers Chalandry, Mortier, Crécy-sur-Serre. À partir du 30 octobre, organisation des positions conquises.
- 5 - 11 novembre : engagé dans la poussée vers la Meuse. Poursuite suivant l'axe Crécy-sur-Serre, Vervins, forêt de Signy-le-Petit, jusqu'à Cul-des-Sarts.

### Rattachement
- 1re armée

16 septembre - 8 octobre 1914
10 - 12 juillet 1918
- 2e armée

2 août - 16 septembre 1914
11 - 20 février 1915
20 septembre - 27 décembre 1915
15 juillet 1916 - 10 octobre 1917
12 - 14 juillet 1918
- 3e armée

27 octobre - 11 novembre 1918
- 4e armée

20 février - 10 août 1915
14 - 24 juillet 1918
- 5e armée

27 décembre 1915 - 15 juillet 1916
29 mars - 17 avril 1918
8 - 19 septembre 1918
- 6e armée

8 - 28 octobre 1914
7 - 8 septembre 1918
- 7e armée

10 octobre 1917 - 29 mars 1918
- 8e armée

16 novembre 1914 - 4 février 1915
24 juillet - 4 septembre 1918
- 10e armée

4 - 11 février 1915
17 - 27 avril 1918
4 - 7 septembre 1918
19 septembre - 27 octobre 1918
- Détachement d'armée de Belgique

28 octobre - 16 novembre 1914
- Détachement d'armée du Nord

27 avril - 30 juin 1918
- Groupement d'armée Pétain

10 août - 20 septembre 1915
- Grand Quartier général de l'Armée

30 juin - 10 juillet 1918

## Seconde Guerre mondiale

### Composition en septembre 1939
- 1re division d'infanterie nord-africaine[3]
- 28e division d'infanterie
- 64e division d'infanterie

### Composition le 10 mai 1940
Grandes unités : 
- 9e division d'infanterie motorisée[4]

Cavalerie 
- 18e groupe de reconnaissance de corps d'armée

Artillerie 
- 115e régiment d'artillerie lourde hippomobile

Génie
- 616e régiment de pionniers

### Composition le 30 mai 1940
Grandes unités :
- 60e division d'infanterie (hors de combat)
- 32e division d'infanterie (hors de combat)
- 68e division d'infanterie
- 12e division d'infanterie motorisée (réduite)
- Secteur fortifié des Flandres

Éléments organiques :
- Deux groupes d'artillerie lourde
- 18e groupe de reconnaissance de corps d'armée, renforcé du 7e groupe de reconnaissance de division d'infanterie
- Deux escadrons de SOMUA S35 et un de Hotchkiss H35 issus du corps de cavalerie

### Composition en juin 1940
Grandes unités (de taille très réduite à la taille théorique d'une division), :
- 43e division légère d'infanterie (à quatre bataillons d'infanterie et un groupe de reconnaissance aptes au combat)
- 1re division légère d'infanterie nord-africaine (à trois bataillons et un groupe de reconnaissance aptes au combat)
- 1re division légère d'infanterie (à deux bataillons aptes au combat)
- 32e division légère d'infanterie (avec un seul bataillon apte au combat le 14 juin !)

Éléments organiques de corps d'armée :
- Un régiment de pionniers
- Trois compagnies de transport automobile
- Éléments de ravitaillement

### Historique
Le 16e CA est recréé le 27 août 1939. Initialement rattaché à la 6e armée dans le Sud-Est, il rejoint les Flandres en décembre 1939. En mai 1940, le 16e CA est rattaché à la 7e armée. Engagé dans le plan Dyle, il reçoit l'ordre le 24 mai 1940 de diriger toutes les forces chargées de la défense de Dunkerque, Calais et Boulogne. Il disparait à Dunkerque.
Il est reconstitué à partir des troupes évacuées, regroupées en Normandie en arrière de la 10e armée. Rejetées derrière l'Orne le 16 juin, la division est isolée. La 1re DINA, les 32e et 43e DI et le général Fagalde sont capturés le 18, même si des éléments parviennent à s'échapper quelques jours. La 1re DLI, avec 200 hommes, parvient à se replier, avant de finalement partir en captivité le 22 juin. Le corps d'armée est considéré comme perdu le 19 juin.

## Sources
- Commandant Rousset, Histoire générale de la guerre franco-allemande (1870-71)
- Site consacré à l'armée française durant la période du 10 mai au 25 juin 1940